# Bliesendorf
Bliesendorf ist ein Ortsteil der Stadt Werder (Havel) (Landkreis Potsdam-Mittelmark, Brandenburg). Bis zur Eingemeindung in die Stadt Werder am 31. Dezember 1998 war Bliesendorf eine selbständige Gemeinde, die nach dem späten Mittelalter lange zur kleinen Adelsherrschaft von Rochow-Plessow gehörte.

## Geographische Lage
Bliesendorf liegt im westlichen Teil des Stadtgebietes von Werder (Havel), etwa 7,5 km Luftlinie von der Kernstadt Werder (Havel) entfernt. Es grenzt im Norden an Plötzin, im Nordosten an Glindow (beides Ortsteile der Stadt Werder (Havel)), im Osten an Ferch (Gem. Schwielowsee), im Süden an Busendorf (Ortsteil der Stadt Beelitz) und im Westen an Emstal und Göhlsdorf, beides Ortsteile der Gemeinde Kloster Lehnin.
Die Gemarkung von Bliesendorf hatte 1931 1310 ha. Vermutlich kam der größte Teil der Feldmark des Dorfes Lütkendorf, das im 14. Jahrhundert wüst fiel, an die Gemarkung Bliesendorf, der andere Teil an Ferch. Die Wüstung liegt an der Grenze von Bliesendorf und Ferch. Zu Bliesendorf gehört auch der Wohnplatz Resau im südlichen Teil der Gemarkung. 1580 war dort eine Schäferei eingerichtet worden.

## Geschichte

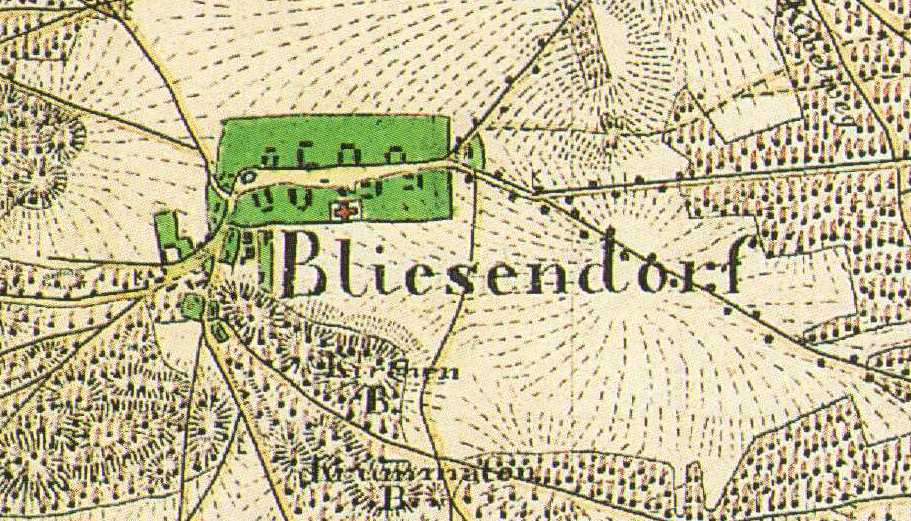
Bliesendorf auf dem Urmesstischblatt (3643) Werder von 1839

Bereits 1236 wird ein Wilhelmus de Blisendorp in einer Urkunde erwähnt, die in Belzig ausgestellt wurde. Das Dorf selber taucht erst 1335 als Blisindorf in den Urkunden auf. Das Dorf ist im Hochmittelalter während der deutschen Ostsiedlung als Plandorf entstanden. Darauf weisen auch einige Scherben aus dem 13. bis 15. Jahrhundert hin, die 2002/3 bei baubegleitenden archäologischen Untersuchungen im Ortskern gefunden wurden. Nach der Siedlungsstruktur ist es als kurzes Angerdorf mit Gut und Kirche auf dem Anger zu charakterisieren. Der Name Bliesendorf ist sehr wahrscheinlich als slawisch-deutscher Mischname zu interpretieren. Das Grundwort ist von einem slawischen Kosenamen * Bliz oder Bliza abgeleitet. Der Kosename ist eine Kurzform zu slawischen Vornamen wie Blizbor, Blizemer und Blizehost. Als wenig wahrscheinlich erachtet Reinhard E. Fischer eine Namensübertragung etwa von Bliesen (Landkreis St. Wendel, Saarland) oder Bliesheim (Rhein-Erft-Kreis, Nordrhein-Westfalen). Auch eine Herleitung der Grundform von einem deutschen Personennamen, etwa *Blidizo, *Blidso zu Vornamen wie Blidger wird als sehr unwahrscheinlich gehalten. (Fischer, Brandenburgisches Namenbuch, Teil 1, Zauche, S. 40–41).

„Bona Wichardi et Wi. de Rochow … Blysendorp habet 31 mansos, quorum plebanus habet 2, prefectus 4or, dat 30 solidos pro equo pheudali et pro precaria. Item Nycolaus et Johannes Pleszow, cives in Brand(enburg), 5 solidos pro censu. Ad pactum quilibet 8 modios siliginis et 4or modios avene; ad censum 2 solidos; ad precariam 2½ solidos et ½ modium siliginis, ½ modium ordei et 1 modium avene. Cossati sunt 2. Taberna (…). Kerstian Meyns, cives in Brand(enburg), habet 32 modios siliginis et 2 mansos ab illis de Rochow. Item Nycolaus Prutzik, civis in Brand(enburg), habet super 2 mansos pactum et censum et habet ½ chorum siliginis a marchione. Item Nycolaus et Johannes Pleszow habent de quolibet manso 15 denarios. …“

Das Landbuch Kaiser Karl IV. von 1375 gibt erstmals eine genauere Auskunft über das Dorf. Danach war das Dorf in 31 Hufen eingeteilt; der Pfarrer hatte davon zwei von Abgaben befreite Hufen, der Schulze vier abgabenfreie Hufen. Es wohnten zwei Kossäten im Dorf. Jede Hufe musste pro Jahr acht Scheffel Roggen und vier Scheffel Hafer an Pacht bezahlen, 2 Schillinge an Zins und als Bede 2½ Schillinge, ½ Scheffel Roggen, ½ Scheffel Gerste und ein Scheffel Hafer. Der Schulze musste 30 Schillinge für Lehnspferd und Bede bezahlen, d. h. hier war die ursprüngliche Pflicht des Schulzen ein Pferd zu halten, dass er im Kriegsfall dem Markgrafen zu überstellen hatte, in eine Geldabgabe umgewandelt worden. Nikolaus Prutzik hatte vom Markgrafen die jährliche Pacht und den Zins von zwei Hufen sowie ½ Wispel Roggen bekommen. Nikolaus und Johannes Plessow erhielten von jeder Hufe 15 Pfennige. Kerstian Meyns hatte zwei Hufen von denen v. Rochow als Afterlehen, und außerdem 32 Scheffel der Abgaben.
1413 wurde der Ort durch Bewaffnete des Abtes von Zinna und Bürgern von Jüterbog beraubt. Die Tat war eine Vergeltungsaktion für einen Raubzug, den Johann Quitzow und sein Gefolge, darunter auch die Rochows 1412 in das Gebiet des Klosters Zinna unternommen hatten. 1450 hatte der Ort 34 Hufen. 1541 wohnten ½ Schock Kommunikanten (= 30 Personen, ohne Kleinkinder) im Dorf. 1589 gab es nur noch vier abgabenpflichtige Bauern und acht Kossäten, darunter einen Müller und einen Krüger neben dem Rittersitz des v. Rochow. Für 1624 werden dagegen wieder 10 Hüfner genannt, dafür aber nur drei Kossäten; außerdem ein Hirte, ein Hirtenknecht, ein Laufschmied und 1½ Paar Hausleute. Die Gemarkung zählte nun 32 Hufen, davon zwei Pfarrhufen. Nach dem Dreißigjährigen Krieg waren 1652 nur von zwei Bauern und fünf Kossäten vorhanden. 1682/3 war immer noch ein Kossätenhof wüst. 1745 wohnten acht Bauern und fünf Kossäten im Dorf. Für 1772 wurde ein Pfarrer, ein Schulze, fünf Bauern, sieben Kossäten und ein Schmied genannt. 1801 zählte der Ort 23 Feuerstellen (= Haushaltungen). Genannt wurden: ein Lehnschulze, fünf Ganzbauern, zwei Halbbauern, vier Ganzkossäten, drei Büdner, drei Einlieger, die Schmiede und der Krug. 1837 gab es 26 Wohnhäuser. 1858 wurden fünf öffentliche Gebäude, 33 Wohngebäude und 51 Wirtschaftsgebäude gezählt, darunter eine Getreidemühle. 1931 bestand der Ort aus 48 Wohnhäusern mit 90 Haushaltungen. 1946 wurden im Rahmen der Bodenreform 746,5 ha enteignet und neu verteilt. Dabei wurden 118 ha an die Gemeinde Göhlsdorf abgegeben und 130 ha an die Gemeinde Plötzin. Von den restlichen Hektar wurden 425 ha an landlose Bürgern, an landarme Bauern, Umsiedler und Obstlandpächter verteilt.1953 wurde die erste LPG vom Typ III mit acht Mitgliedern und 71,6 ha Nutzfläche gegründet. 1960 wurde eine zweite LPG Typ III mit sechs Mitgliedern und 65,3 ha Nutzfläche gegründet. Sie wurde 1960 an die erste LPG angeschlossen. Im selben Jahr wurde noch eine LPG Typ I mit sieben Mitgliedern und 28 ha Nutzfläche gegründet. 1961 entstand durch den Zusammenschluss von acht Obstbauern eine GPG mit 21 ha Nutzfläche. Schon im selben wurden alle drei Genossenschaften in eine LPG Typ III fusioniert.

### Bevölkerungsentwicklung
Im Jahre 1624 wurden ca. 70–80 Bewohner gezählt, drunter gab es elf Bauern, vier Kossäten und einen Hirten
| Jahr | Einwohner |
| ---- | --------- |
| 1772 | 113       |
| 1801 | 143       |
| 1817 | 123       |
| 1837 | 172       |
| 1858 | 208       |

| Jahr | Einwohner |
| ---- | --------- |
| 1871 | 220       |
| 1885 | 222       |
| 1895 | 266       |
| 1905 | 263       |
| 1925 | 355       |

| Jahr | Einwohner |
| ---- | --------- |
| 1939 | 503       |
| 1946 | 527       |
| 1964 | 438       |
| 1971 | 434       |
| 1981 | 388       |

| Jahr | Einwohner |
| ---- | --------- |
| 1991 | 359       |
| 1998 | 379       |

- Quelle:[3][4]

### Politische Geschichte
Das Dorf wurde im Landbuch von 1375 zur historischen Landschaft Zauche gerechnet. Wichard und Wichard v. Rochow hatten das Dorf vom Markgrafen zu Lehen. 1335 war die Familie v. Rochow vom Markgrafen mit Bliesendorf belehnt worden; sie behaupteten es bis 1584. Danach wurde es in drei Anteile aufgeteilt. 1745 wurden zwei Anteile wieder vereinigt, so dass die Besitzverhältnisse nun 2/3 zu 1/3 waren. Die Familie von Rochow auf Plessow hielt ihre Besitzungen in Bliesendorf bis weit in das 19. Jahrhundert.  Mit der Kreisreform von 1872 wurde Bliesendorf dem Kreis Zauch-Belzig unterstellt. Mit der Auflösung der alten Kreise 1952 in der damaligen DDR kam Bliesendorf zum Kreis Potsdam-Land im Bezirk Potsdam der DDR. 1990 wurden die Länder wieder eingerichtet, der Bezirk Potsdam ging komplett im Land Brandenburg auf. Mit der Ämterbildung 1992 im Land Brandenburg schloss sich Bliesendorf mit sieben anderen Gemeinden zum Amt Werder zusammen, das seinen Sitz in der Stadt Werder (Havel) hatte. Mit der Kreisreform 1993 kam Bliesendorf zum Landkreis Potsdam-Mittelmark. Zum 31. Dezember 1998 wurde Bliesendorf in die Stadt Werder (Havel) eingemeindet und ist seitdem ein Ortsteil der Stadt Werder (Havel). Das Amt Werder wurde 2003 aufgelöst.

### Kirchliche Verhältnisse
Die Kirche Bliesendorf war ursprünglich wohl Mutterkirche mit Tochterkirchen in Lütkendorf und Kammerode, denn 1541 hatte der Pfarrer neben den zwei Pfarrhufen auf der Gemarkung Bliesendorf noch zwei auf der wüsten Feldmark Kammerode und drei Hufen auf der wüsten Feldmark Lütkendorf. Das Patronat war im Besitz des Gutes in Bliesendorf bzw. dessen Anteilen.

## Denkmale
Die Denkmalliste des Landes Brandenburg Lkr. Teltow-Fläming verzeichnet für Bliesendorf zwei Baudenkmale und zwei Bodendenkmale.

### Baudenkmale

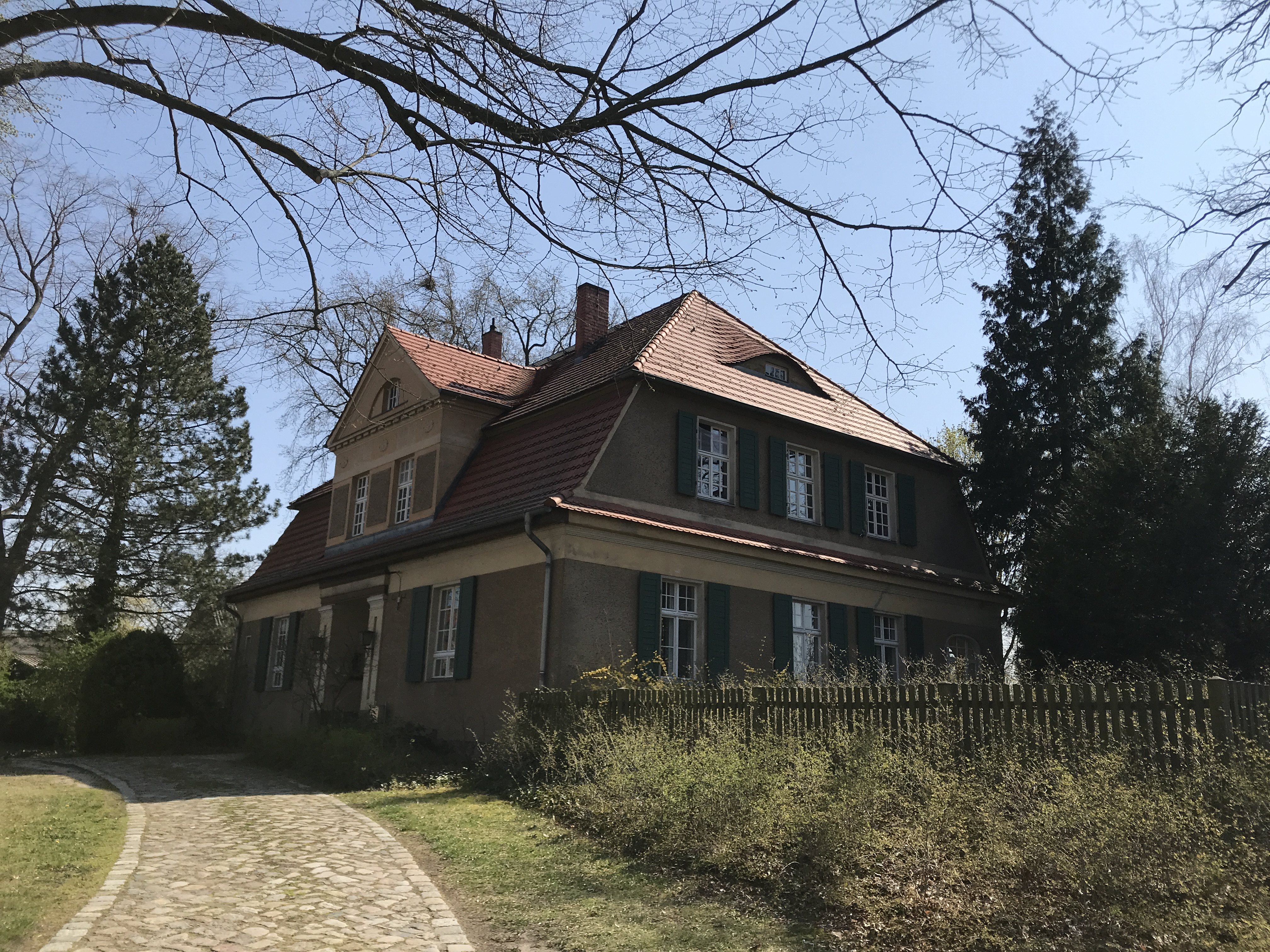
Pfarrhaus

- Die Dorfkirche Bliesendorf wurde 1847/1848 am südlichen Rand des Angers im Rundbogenstil der Stüler-Schule unter Verwendung von Teilen (Dachstuhl und Außenwände) einer älteren, um 1727 errichteten Kirche errichtet. Kanzel, Altar und Taufe wurden 1956/1957 durch neue Stücke ersetzt. In den Jahren 1993 bis 1996 wurde die Kirche saniert.
- Pfarrhaus mit Stallgebäude, Bliesendorfer Dorfstraße 18

### Bodendenkmale
Als Bodendenkmale sind ausgewiesen:
- der Dorfkern aus dem Mittelalter und der Neuzeit
- Flur 4 Bliesendorf/Flur 1 Ferch: Wüstung deutsches Mittelalter (Lütkendorf)